# Bruno Nyberg (fotbollsspelare)
Bruno Rolf "Älgen" Nyberg, född 1 juni 1931 i Gudmundrå församling, död 8 juni 2013, var en svensk fotbollsspelare (vänsterback).
Nyberg inledde sin fotbollskarriär som centerhalv i Härnösandslaget IF Älgarna, och spelade 1952 två U-landskamper för Sverige. Han fick ögonen på sig från flera allsvenska klubbar; bland annat var Hälsingborgs IF och Djurgårdens IF intresserade av den unge Nyberg. Till slut värvades han 1953 i stället av AIK, och han kom att representera klubben fram till 1961. Efter att AIK åkte ur Allsvenskan 1961 slutade han spela, men han var lagledare för det AIK som året därpå direkt tog sig upp i Allsvenskan igen. Sammanlagt spelade han 123 allsvenska matcher (6 mål) för AIK.
Efter karriären fortsatte Nyberg vara verksam inom AIK, både som styrelsemedlem och ordförande för fotbollssektionen. Han var även engagerad i fotbollen på förbundsnivå.